# Зоран Дашић
Зоран Дашић Даша (Петровац на Млави , 11. март 1956) је српски уметник, књижевник, музичар, композитор, текстописац, гитариста, тамбураш и вођа групе Легенде.

## Живот
У младости је наступао у познатим Београдским рок саставима као што су : "Силуете" ,"Опус" ,"Шамар" ,"Др. Спира и људска бића" , и "Рибља чорба". Оснивач је групе "Легенде" и аутор свих њихових песама. Обављао је својевремено и функцију уредника забавног и музичког програма на тадашњој РТВ Политика, одакле почетком 2000-их прелази на РТС , преузевши временом и место заменика директора програмске шеме забавног програма. Тренутно је у пензији.
Такође , редовни је члан "Удружења композитора Србије" ,"Удружења књижевника Србије" и "Српске академије сценско-музичких уметности".
Аутор је три књиге. Његова супруга је књижевница Нена Грујић-Дашић, такође редовни члан "Удружења књижевника Србије", са којом има синове Андреју и Марка.